# Laccophilus modestus
Laccophilus modestus – gatunek wodnego chrząszcza z rodziny pływakowatych i podrodziny Laccophilinae.
Gatunek ten opisany został w 1895 roku przez Maurice'a Régimbarta. Lokalizacją typową jest Badoumbé w Mali.
Chrząszcz o ciele grzbietobrzusznie spłaszczonym, długości od 3,5 do 3,8 mm i szerokości od 1,9 do 2,1 mm. Głowę i przedplecze ma jasnordzawe, prawie matowe, dwojako siateczkowane: na przedpleczu oczka większej siatki mieszczą 3 do 6 oczek siatki mniejszej. Pokrywy jasnordzawe z gęstymi, rdzawymi do ciemnordzawych znakami. Powierzchnia pokryw dwojako siateczkowana: w części środkowo-nasadowej oczka większej siatki mieszczą 3 do 6 oczek siatki mniejszej. Punkty w rzędach grzbietowych, grzbietowo-bocznych i bocznych pokryw bardzo drobne i nieco nieregularne. U samca ostatni widoczny sternit odwłoka jest niesymetryczny przez obecność po jednej stronie tylnej krawędzi małego kikuta. Samca cechuje penis o czubku w widoku bocznym zaokrąglonym, niezakrzywionym ostro.
Chrząszcz afrotropikalny, znany z Gambii, Senegalu, Gwinei, Gwinei Bissau, Mali, Nigru, Burkina Faso, Sudanu, Etiopii, Liberii, Sierra Leone, Wybrzeża Kości Słoniowej, Ghany, Beninu, Nigerii, Kamerunu, Republiki Środkowoafrykańskiej, Gabonu, Kongo, Zairu, Somalii, Kenii, Tanzanii, Malawi i Południowej Afryki.